# Marie Meurdrac

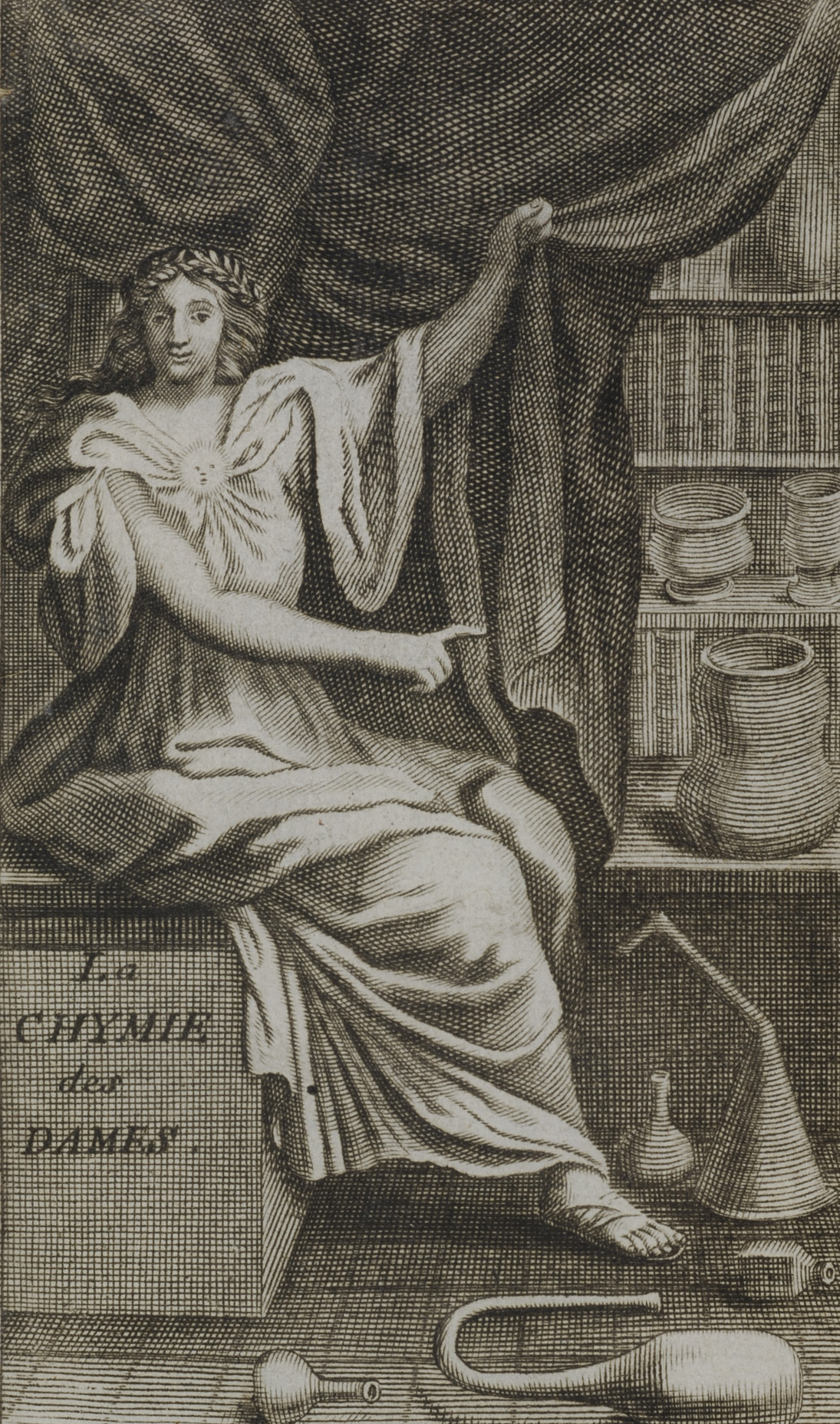
La Chymie des Dames 1687

Marie Meurdrac (* vor 1613 in Mandres-les-Roses) war eine französische Chemikerin des 17. Jahrhunderts. Sie ist vor allem durch ihr Buch La Chymie Charitable et Facile, en Faveur des Dames von 1666 bekannt, ein frühes Lehrbuch der Chemie und Pharmazie.

## Leben
Marie Meurdrac war die älteste Tochter des königlichen Notars in Mandres-les-Roses Vincent Meurdrac (oder Meurdrat, gestorben 1650) und hatte eine Schwester Catherine, Madame de la Guette (1613 bis um 1680), die Memoiren hinterließ. Marie Meurdrac war mit de Vibrac verheiratet, Kommandeur der Garde von Charles de Valois. Sie wohnte mit ihrem Mann in dessen Schloss, dem Schloss Grosbois in Boissy-Saint-Léger. Dort lernte sie auch die Gräfin von Guise kennen, der sie später ihr Chemiebuch widmete. Über ihr Leben ist ansonsten wenig bekannt.

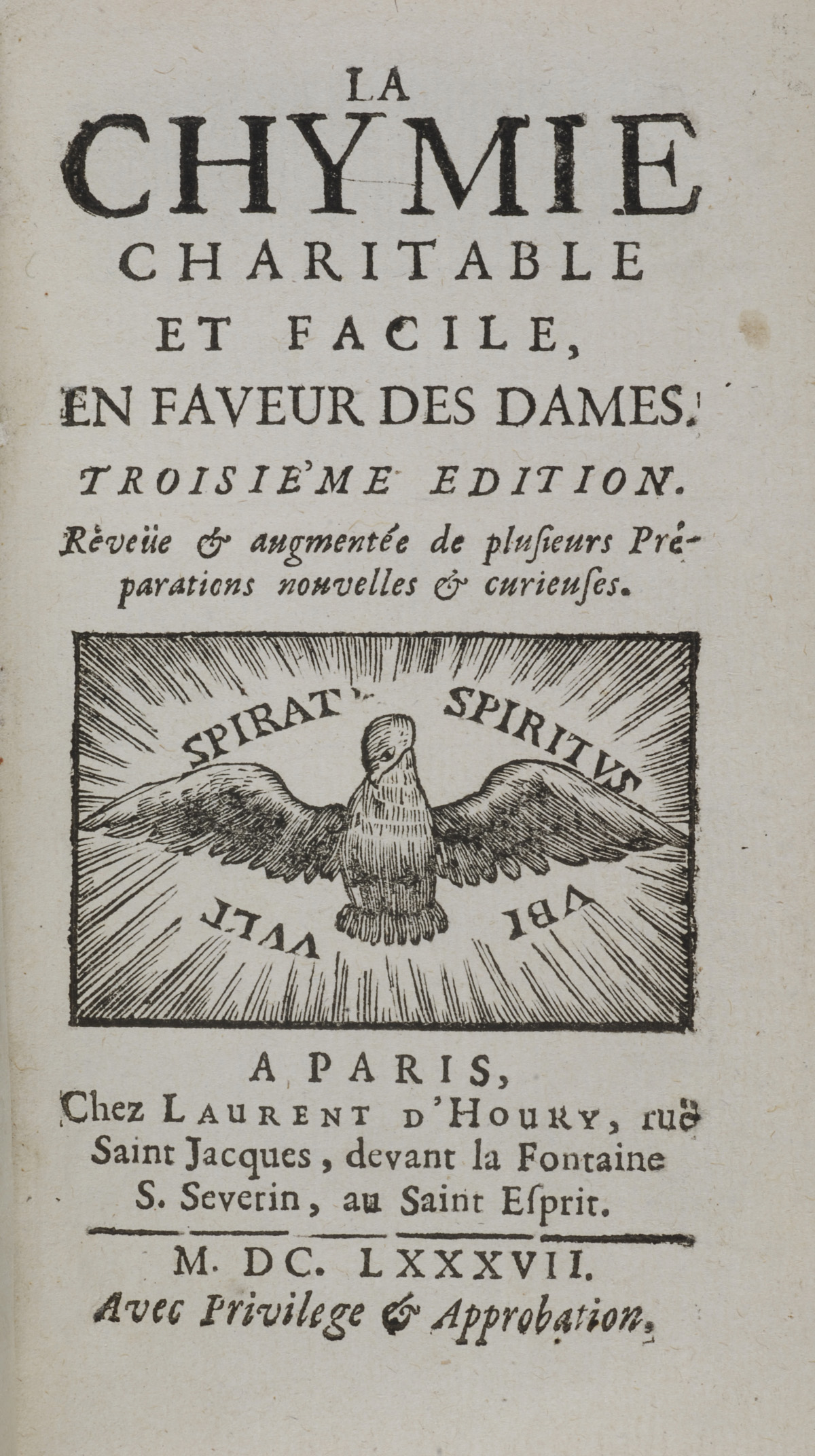
Titelblatt von La Chymie des Dames 1687

Ihr Chemiebuch erschien zuerst 1666, war relativ erfolgreich, erlebte fünf französische Auflagen (1666, 1674, 1680, 1687, 1711) und wurde ins Deutsche (sechs Auflagen von 1673 bis 1738) und Italienische (Venedig 1682) übersetzt. Hauptziel des Buchs ist die Darstellung der Wirkung und Herstellung von Arzneien vornehmlich aus Pflanzen, da diese nach Meurdrac die ursprünglichsten von Gott gegebenen Heilkräfte besäßen: sie wurden nach der Bibel zuerst erschaffen und von der Sintflut nicht betroffen. Auch Arzneien von Tieren werden behandelt, solchen aus Metallen steht sie skeptisch gegenüber, auch wegen schädlicher Nebenwirkungen. Das Buch hat 334 Seiten und enthält keine Abbildungen. Das erste Kapitel behandelt Apparate zum Beispiel zur Destillation, Öfen und in der Medizin verwendete Gewichte und enthält eine Tabelle mit 106 alchemistischen Symbolen, das zweite Kapitel behandelt einfache pflanzliche Arzneien (wie Rosmarin, der nach ihr bei vielfältigen Leiden nützlich ist und auch Melancholie vertreibt, Salbei, aromatische Öle, Kräutersude und Destillate aus Kräutern, Blüten und Früchten, ein Abschnitt betrifft Wein), das dritte solche tierischen Ursprungs, das vierte Metalle, Säuren und Salze. Das fünfte Kapitel behandelt zusammengesetzte Arzneien, zum Teil basierend auf bekannten Heilpflanzen wie Fenchel, Wegerich, Schöllkraut, Majoran, Zitronenmelisse, aber auch zum Beispiel ein Mittel gegen Ohrenschmerzen aus exotischen (teureren) Zutaten wie Weihrauch, Myrrhe, Mastix und Laudanum und sie schildert Arzneien gegen Zahn- und Kopfschmerzen. Das letzte Kapitel wendet sich insbesondere an Frauen und ist Kosmetika gewidmet, unter anderem beschreibt sie ein auf Alkoholauszug von Rosmarin und anderen Pflanzen basierendes Parfüm (Wasser der Königin von Ungarn), Haarpflege- und Haarfärbemittel. Sie steht in der Tradition der Iatrochemie der Paracelsus-Nachfolger und noch in der Tradition der Alchemie, diskutiert zum Beispiel das Verhältnis von Schwefel, Quecksilber und Salzen und zitiert zum Beispiel Ramon Llull und Johannes de Rupescissa (bezüglich Alkohol-Auszügen) und Basilius Valentinus und kannte Schriften des Paracelsisten Joseph Duchesne und der Verfasser einschlägiger Arzneibücher Pietro Andrea Mattioli, Pedanios Dioskurides und Jacques Daléchamps.

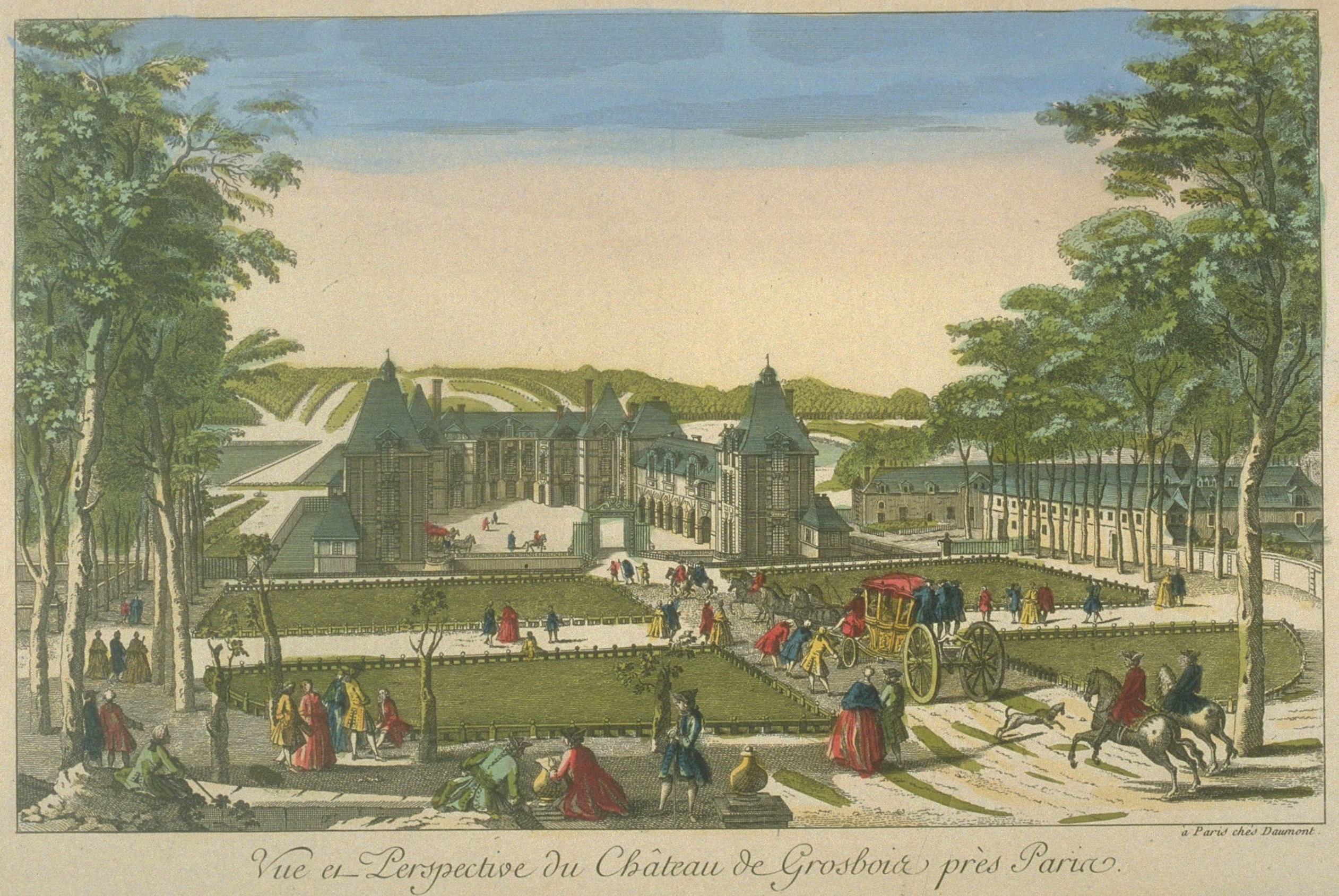
Schloss von Grosbois

Im Vorwort schreibt sie, sie habe abgewogen, was traditionell von der Frau in der Gesellschaft erwartet wurde – nämlich Gelerntes nicht öffentlich zu präsentieren – und der Weitergabe ihres Wissens insbesondere zur Heilung von Krankheiten. Sie wendet sich besonders an Frauen und an mittellose Schichten, die sich keine Ärzte leisten konnten, und beschreibt möglichst einfache Methoden. Sie schreibt auch, dass sie das Buch zuerst als Erinnerungsstütze für sich selbst schrieb und die Experimente und Heilmethoden selbst erprobte. Aus dem ersten Kapitel geht hervor, dass sie ein gut ausgestattetes Labor besaß.
Das Buch, das die Approbation der Medizinischen Fakultät in Paris hatte, gilt als das erste von einer Frau verfasste Chemiebuch, wenn man von der antiken Alchemistin Maria der Jüdin und Isabella Cortese absieht. Sie erwähnt in ihrem Buch Maria die Jüdin (nach ihr Schwester von Moses) als Ursprung des Namens Bain-Marie-Destillation, das heißt im Wasserbad. Andere bekannte Chemiebücher in Frankreich im 17. Jahrhundert waren von Jean Beguin (Tyrocinium chymicum 1610), Christophe Glaser (Traité de la chymie, 1663), Nicolas Lefèvre (Chimie théorique et pratique 1660), Nicolas Lémery (1675, Cours de Chymie). Londa Schiebinger ordnet Meurdrac in das Umfeld der Literatur medizinischer Kochbücher (medical cookery).
Möglicherweise war sie eine der Anregungen für Molières Komödie Les femmes savantes (1672).

## Schriften
- La Chymie Charitable et Facile, en Faveur des Dames. Paris 1666 (Autorenangabe M.M., keine Verlagsangabe), 2. Auflage 1674 bei Jean d’Houry erschienen.
  - Neuausgabe, vor allem basierend auf der Erstausgabe von 1666 in gekürzter Form bei Éditions du CNRS 1999 (Herausgeber Jean Jacques mit Kommentar).
  - Deutsche Übersetzung: Die mitleidende und leichte Chymie. Dem löblichen Frauen-Zimmer zu sonderbahrem Gefallen in Französischer Sprach beschrieben durch Jungfer Maria Meurdrac. Samt einem Traktätlein, wie man allerhand wohlriechende Sachen künstlich präparieren soll durch Johann Muffatz. 2. Auflage, Zunnerische Erben und Adam Jungen, Frankfurt 1712 (Herausgeber Johann Lange; Digitalisat).